# Amar Osim
Amar Osim (Sarajevo, 18 luglio 1967) è un allenatore di calcio ed ex calciatore bosniaco, di ruolo centrocampista, tecnico.

## Palmarès

### Allenatore
- Campionato bosniaco: 5

Željezničar: 2000-2001, 2001-2002, 2009-2010, 2011-2012, 2012-2013
- Coppa di Bosnia: 4

Željezničar: 2000-2001, 2002-2003, 2010-2011, 2011-2012
- Coppa J. League: 1

JEF United: 2006